# Египат на Светском првенству у атлетици на отвореном 2015.
Египат је учествовао на Светском првенству у атлетици на отвореном 2015. одржаном у Пекингу од 22. до 30. августа петнаести пут, односно учествовао је на свим првенствима до данас. Репрезентацију Египта представљала су 3 такмичара који су се такмичили у 3 дисциплине.,
На овом првенству Египат је по броју освојених медаља делио 25. место са 1 освојеном медаљом (1 сребрна). Поред медаља, Египат је остварио и 1 најбољи лични резултат сезоне. У табели успешности према броју и пласману такмичара који су учествовали у финалним такмичењима (првих 8 такмичара) Египат је са 2 учесника у финалу делио 37. место са 9 бодова.
| Плас. | Земља  | 1. место | 2. место | 3. место | 4. место | 5. место | 6. место | 7. место | 8. место | Бр. финал. | Бод. |
| ----- | ------ | -------- | -------- | -------- | -------- | -------- | -------- | -------- | -------- | ---------- | ---- |
| =37.  | Египат | 0        | 1        | 0        | 0        | 0        | 0        | 1        | 0        | 2          | 9    |

## Учесници
Мушкарци:
- Мустафа Амр Ахмед Ахмед Хасан — Бацање кугле
- Мустафа ел-Гамел — Бацање кладива
- Ихаб Абделрахман Ел Сајед — Бацање копља

## Освајачи медаља

### Сребро (1)
- Ихаб Абделрахман Ел Сајед — Бацање копља

## Резултати

### Мушкарци
| Атлетичар                     | Дисциплина     | Лични рекорд | Квалификације | Квалификације | Полуфинале | Полуфинале  | Финале           | Финале  | Детаљи                                     |
| Атлетичар                     | Дисциплина     | Лични рекорд | Резултат      | Место         | Резултат   | Место       | Резултат         | Место   | Детаљи                                     |
| ----------------------------- | -------------- | ------------ | ------------- | ------------- | ---------- | ----------- | ---------------- | ------- | ------------------------------------------ |
| Мустафа Амр Ахмед Ахмед Хасан | Бацање кугле   | 20,57        | 19,65         | 11. у гр. А   |            |             | Није се пласирао | 18 / 31 | Архивирано на веб-сајту (26. октобар 2015) |
| Мустафа ел-Гамел              | Бацање кладива | 81,27 НР     | 75,48 кв      | 4. у гр. Б    | 76,81      | 7 / 27 (29) |                  |         |                                            |
| Ихаб Абделрахман ел Сајед     | Бацање копља   | 89,21 НР     | 82,85 кв      | 5. у гр. Б    | 88,99 ЛРС  |             |                  |         |                                            |